# Visión Ovni
Vision Ovni là một tổ chức nghiên cứu UFO quốc gia của Argentina được Silvia Simondini thành lập vào năm 1991.
Vào giữa năm 1991, Vision Ovni bắt đầu hoạt động tại thành phố Victoria, Entre Rios. Báo chí Argentina bắt đầu đưa tin về vụ chứng kiến luồng ánh sáng lạ phát ra từ hồ Laguna del Pescado. Nhiều người từng nhìn thấy hiện tượng này và đài truyền hình quốc gia ghi nhận hiện tượng chưa được các trường đại học hoặc chuyên gia UFO nghiên cứu chi tiết. Báo chí đưa tin về các vụ nhìn thấy UFO rất cao trong suốt thập niên 1990 cho đến nay.
Có những nhóm nhỏ tồn tại ở một số thành phố của Argentina nhưng không ai cư trú ở Victoria cho đến khi Vision Ovni được thành lập. Trong thập niên 1970, quân đội Argentina đã rà soát đáy hồ Laguna del Pescado để tìm kiếm những hiện tượng kỳ lạ. Hầu hết đều tin rằng luồng ánh sáng dị thường hiện diện ở đó.
Năm 2009, Vision Ovni và nhiều nhà nghiên cứu UFO khác đã lập nên một tổ chức của Argentina mang tên Cefora (Ủy ban Cộng hòa Argentina về Nghiên cứu Hiện tượng UFO) nhằm nghiên cứu chi tiết về hiện tượng UFO. Silvia Simondini và nhiều người khác bắt đầu thu thập các dấu hiệu để lấy tài liệu giải mật UFO của Argentina.

## Mục tiêu
Mục tiêu của Vision Ovni gồm:
1. Nghiên cứu và xác định những bản báo cáo về hiện tượng UFO thông qua thu thập và điều tra tài liệu kể lại vụ việc, cũng như thông báo cho công chúng qua đài phát thanh Vision Ovni.
2. Thu thập, xử lý và nghiên cứu tất cả các thông tin có sẵn về UFO ở Argentina.
3. Cố gắng sử dụng các nguyên tắc và phương pháp khoa học trong nghiên cứu của mình.
4. Hãy cởi mở với bất kỳ và tất cả các giả thuyết và lý thuyết có thể đại diện cho các giải pháp khả thi cho bí ẩn UFO và sẽ không gán các báo cáo không xác định cho bất kỳ lý thuyết cụ thể nào.